# Vírus geneticamente modificado
Um vírus geneticamente modificado é um vírus que foi alterado ou gerado usando métodos de biotecnologia e permanece capaz de infecção. A modificação genética envolve a inserção direcionada, deleção, síntese artificial ou alteração de bases nucleotídicas em genomas virais. Vírus geneticamente modificados são gerados principalmente pela inserção de genes estranhos em genomas virais para fins biomédicos, agrícolas, de biocontrole ou objetivos tecnológicos. Os termos vírus geneticamente modificados e vírus geneticamente modificados são usados como sinônimos.

## Uso geral
Os vírus geneticamente modificados são gerados por meio de modificação genética, que envolve a inserção direcionada, deleção, síntese artificial ou alteração de sequências de nucleotídeos em genomas virais usando métodos biotecnológicos. Enquanto a maioria dos vírus de DNA tem genomas monopartidos únicos, muitos vírus RNA têm genomas multipartidos, não é necessário que todas as partes de um genoma viral sejam geneticamente modificadas para que o vírus seja considerado um vírus geneticamente modificado. Os vírus infecciosos capazes de infecção que são gerados através da síntese gênica artificial de todos ou parte de seus genomas (por exemplo, através de  sequências históricas inferidas) também podem ser considerados vírus geneticamente modificados. Os vírus que são alterados apenas pela ação de mutações espontâneas, recombinação ou eventos de rearranjo (mesmo em ambientes experimentais), geralmente não são considerados vírus geneticamente modificados.
Os vírus são geralmente modificados para que possam ser usados como vetores para inserir novas informações genéticas em um organismo hospedeiro ou alterar seu material genético preexistente. Isso pode ser alcançado em pelo menos três processos:.
1. Integração de todo, ou partes, de um genoma viral no genoma do hospedeiro (por exemplo, em seus cromossomos). Quando todo o genoma viral geneticamente modificado é integrado, é então referido como um provírus geneticamente modificado. Quando o DNA ou RNA que foi empacotado como parte de uma partícula de vírus, mas pode não conter necessariamente quaisquer genes virais, torna-se integrado ao genoma do hospedeiro, este processo é conhecido como transdução.[3]
2. Manutenção do genoma viral dentro das células hospedeiras, mas não como parte integrante do genoma do hospedeiro.
3. Onde os genes necessários para a edição do genoma foram colocados no genoma viral usando métodos de biotecnologia,[4] a edição do genoma do hospedeiro é possível. Este processo não requer a integração de genomas virais no genoma do hospedeiro.

Nenhum desses três processos são mutuamente exclusivos. Quando ocorre apenas o processo de número 2  e resulta na formação de de um gene geneticamente modificado, isso será muitas vezes referido como uma abordagem de expressão transitória.
A capacidade de infectar células ou tecidos do hospedeiro é um requisito necessário para todos os usos aplicados de vírus geneticamente modificados. No entanto, uma capacidade de transmissão viral (a transferência de infecções entre indivíduos hospedeiros) não é necessária ou é considerada indesejável para a maioria das aplicações propostas. Apenas em uma pequena minoria de usos propostos a transmissão viral é considerada necessária ou desejável, um exemplo são as vacinas transmissíveis. Isso ocorre pois a transmissibilidade complica consideravelmente os esforços de monitoramento, controle ou contenção da propagação de vírus.

## História
Em 1972, o primeiro relato da inserção de uma sequência estranha em um genoma viral foi publicado, quando Paul Berg usou a enzima de restrição EcoRI e DNA ligases para criar as primeiras moléculas de DNA recombinante. Isto foi conseguido juntando o DNA do vírus SV40 de macaco com o do vírus de tipo lambda. No entanto, não foi estabelecido que qualquer um dos dois vírus fosse capaz de infecção ou replicação.
Em 1974, o primeiro relato de um vírus geneticamente modificado que também poderia se replicar e infectar foi submetido para publicação por Noreen Murray e Kenneth Murray . Apenas dois meses depois, em agosto de 1974, Marjorie Thomas, John Cameron e Ronald W. Davis apresentaram um relatório para publicação de um feito similar. Coletivamente, esses experimentos representaram o início do desenvolvimento do que viria a ser conhecido como biotecnologia ou métodos de DNA recombinante.

## Aplicações em saúde

### Terapia de genes
A terapia genética  usa vírus geneticamente modificados para fornecer genes que podem curar doenças em células de humanos. Esses vírus podem fornecer material genético de DNA ou RNA para as células-alvo. A terapia gênica também é usada pela inativação de genes mutantes que estão causando a doença usando vírus.
Os vírus que têm sido usados para terapia gênica são adenovírus, lentivírus, retrovírus e o vírus herpes simplex . O vírus mais comum usado para entrega de genes vem de adenovírus, pois eles podem transportar até 7,5 kb de DNA estranho e infectar uma gama relativamente ampla de células hospedeiras, embora sejam conhecidos por induzir respostas imunes no hospedeiro e fornecer apenas expressão de curto prazo . Outros vetores comuns são os vírus adeno-associados, que têm menor toxicidade e expressão de longo prazo, mas só podem transportar cerca de 4 kb de DNA. O vírus herpes simplex é um vetor promissor, possui uma capacidade de transporte superior a 30kb e fornece expressão a longo prazo, embora seja menos eficiente na entrega de genes do que outros vetores. Os melhores vetores para integração a longo prazo do gene no genoma do hospedeiro são os retrovírus, mas sua propensão à integração aleatória é problemática. Os lentivírus fazem parte da mesma família dos retrovírus com a vantagem de infectar células em divisão e não em divisão, enquanto os retrovírus visam apenas células em divisão. Outros vírus que têm sido usados como vetores incluem alfavírus, flavivírus, vírus do sarampo, rabdovírus, vírus da doença de Newcastle, poxvírus e picornavírus .
Embora principalmente ainda em fase de teste, tiveram alguns sucessos. Tem sido usado para tratar doenças genéticas hereditárias , como a imunodeficiência combinada grave resultante da deficiência de adenosina desaminase (ADA-SCID),  embora o desenvolvimento de leucemia em alguns pacientes com ADA-SCID juntamente com a morte de Jesse Gelsinger em outro teste atrasou o desenvolvimento dessa abordagem por muitos anos.  Em 2009, outro avanço foi alcançado quando um menino de oito anos com amaurose congênita de Leber recuperou a visão normal e em 2016 a GlaxoSmithKline obteve aprovação para comercializar um tratamento de terapia genética para ADA-SCID.  A partir de 2018, há um número substancial de ensaios clínicos em andamento, incluindo tratamentos para hemofilia, glioblastoma, doença granulomatosa crônica, fibrose cística e vários tipos de câncer.  Apesar de alguns sucessos, a terapia gênica ainda é considerada uma técnica arriscada e estudos ainda estão em andamento para garantir segurança e eficácia.

### Tratamento do câncer
Outro uso potencial de vírus geneticamente modificados é alterá-los para que possam tratar doenças diretamente. Isso pode ser através da expressão de proteínas protetoras ou direcionando diretamente as células infectadas. Em 2004, pesquisadores relataram que um vírus geneticamente modificado que explora o comportamento egoísta das células cancerosas pode oferecer uma forma alternativa de matar tumores.  Desde então, vários pesquisadores desenvolveram vírus oncolíticos geneticamente modificados que se mostram promissores como tratamentos para vários tipos de câncer.

### Vacinas
A maioria das vacinas consiste em vírus que foram atenuados, desativados, enfraquecidos ou mortos de alguma forma, de modo que suas propriedades virulentas não são mais eficazes. A engenharia genética poderia teoricamente ser usada para criar vírus com os genes virulentos removidos. Em 2001, foi relatado que vírus geneticamente modificados podem possivelmente ser usados para desenvolver vacinas  contra doenças como AIDS, herpes, dengue e hepatite viral, usando um vírus vacinal comprovadamente seguro, como o adenovírus , e modificar seu genoma. Possuir genes que codificam proteínas imunogênicas  que podem aumentar a resposta do sistema imunológico para poder combater o vírus. Os vírus de engenharia genética não devem ter infecciosidade reduzida, invocar uma resposta imune natural e não há chance de que eles recuperem sua função de virulência, o que pode ocorrer com algumas outras vacinas. Como tal, são geralmente consideradas mais seguras e eficientes do que as vacinas convencionais, embora permaneçam preocupações sobre infecções não-alvo, potenciais efeitos colaterais e transferência horizontal de genes para outros vírus.  Outra abordagem é usar vetores para criar novas vacinas para doenças que não têm vacinas disponíveis ou as vacinas que não funcionam efetivamente, como AIDS , malária e tuberculose. As vacinas baseadas em vetores já foram aprovadas e muitas outras estão sendo desenvolvidas.

### Marcapasso cardíaco
Em 2012, pesquisadores dos EUA relataram que injetaram um vírus geneticamente modificado no coração de porcos. Este vírus inseriu nos músculos do coração um gene chamado "Tbx18" que permitia batimentos cardíacos. Os pesquisadores prevêem que um dia essa técnica poderá ser usada para restaurar os batimentos cardíacos em humanos que, de outra forma, precisariam de marca-passos eletrônicos.

## Vírus geneticamente modificados destinados ao uso no meio ambiente

### Animais
Na Espanha e em Portugal, em 2005, a quantidade de coelhos diminuiu em até 95% nos últimos 50 anos devido a doenças como mixomatose, doença hemorrágica do coelho e outras causas. Isso, por sua vez, causou declínios em predadores como o lince ibérico, uma espécie criticamente ameaçada.  Em 2000, pesquisadores espanhóis investigaram um vírus geneticamente modificado que poderia ter protegido coelhos na natureza contra mixomatose e doença hemorrágica do coelho.  No entanto, havia a preocupação de que esse vírus pudesse entrar em populações selvagens em áreas como a Austrália e criar uma explosão populacional. Coelhos na Austrália são considerados uma praga que os proprietários de terras são legalmente obrigados a controlá-los.  Vírus geneticamente modificados que tornam os animais-alvo inférteis por meio de imunocontracepção foram criados, assim como outros que visam o estágio de desenvolvimento do animal.  Há preocupações sobre a contenção do vírus  e a infecção cruzada entre espécies.

### Árvores
Desde 2009, vírus geneticamente modificados que expressam proteínas defensinas de espinafre foram testados em campo na Flórida (EUA).  A infecção pelo vírus das laranjeiras visa combater a doença do greening (huanglongbing, HLB) dos citros , que reduziu a produção de laranja na Flórida em 70% desde 2005.  Um pedido de licença está pendente desde 13 de fevereiro de 2017 (USDA 17-044-101r) estender a licença de uso experimental para uma área de 513.500 acres, isso a tornaria a maior licença desse tipo já emitida pelo Serviço Regulatório de Biotecnologia dos EUA.

### Programa "Insetos Aliados"
Em 2016, a DARPA, agência do Departamento de Defesa dos EUA, anunciou uma licitação para contratos de desenvolvimento de vírus de plantas geneticamente modificados para uma abordagem envolvendo sua dispersão no meio ambiente através de insetos. O plano de trabalho dizia:
“Os vírus de plantas são uma promessa significativa como portadores de circuitos de edição de genes e são um parceiro natural para um meio de entrega transmitida por insetos”. 
A justificativa fornecida para o programa é garantir a estabilidade alimentar, protegendo o abastecimento de alimentos agrícolas e culturas de commodities:
“Ao ampliar a capacidade natural dos vetores de insetos de fornecer vírus com alta especificidade de planta hospedeira e combinar essa capacidade com avanços na edição de genes, o rápido aprimoramento de plantas maduras no campo pode ser alcançado em grandes áreas e sem a necessidade de infraestrutura industrial. ” 
Apesar do nome, o programa “Insect Allies” é em grande parte um programa viral, desenvolvendo vírus que essencialmente realizariam a edição genética de culturas em campos já plantados. Os vírus geneticamente modificados descritos no plano de trabalho e outros documentos públicos são de uma classe de vírus geneticamente modificados posteriormente denominados agentes de alteração genética ambiental horizontal. O programa Insect Allies  está programado para ser executado de 2017 a 2021, com contratos sendo executados por três consórcios. Não há planos para liberar os vírus geneticamente modificados no meio ambiente, com testes de todo o sistema disperso de insetos ocorrendo em estufas (as instalações do nível 3 de biossegurança foram mencionadas).
Preocupações foram expressas sobre como este programa e quaisquer informações que ele gere afetarão o controle de armas biológicas e a coexistência agrícola, embora também tenha havido apoio para seus objetivos declarados.

## Aplicações tecnológicas

### Baterias de íon de lítio
No ano de 2009, cientistas do MIT criaram um vírus geneticamente modificado que foi usado para construir uma bateria de íons de lítio mais ecológica. A bateria foi construída por engenharia genética de diferentes vírus, como o bacteriófago E4 e o bacteriófago M13, para ser usado como cátodo. Isso foi realizado através da edição dos genes do vírus que codificam o revestimento proteico. O revestimento de proteína é editado para se revestir em fosfato de ferro para poder aderir a nanotubos de carbono altamente condutores. Os vírus que foram modificados para terem um revestimento proteico multifuncional podem ser usados como um cátodo nanoestruturado com interações iônicas com cátions. Permitindo que o vírus seja usado como uma pequena bateria. Angela Blecher, a cientista que liderou a equipe de pesquisa do MIT no projeto, diz que a bateria é poderosa o suficiente para ser usada como bateria recarregável, alimentar carros elétricos híbridos e vários eletrônicos pessoais. Embora os vírus E4 e M13 possam infectar e se replicar em seu hospedeiro bacteriano, não está claro se eles mantêm essa capacidade depois de fazer parte de uma bateria.

## Preocupações de segurança e regulamentação

### Limitações da pesquisa de risco biológico
O Instituto Nacional de Saúde dos EUA declarou a suspensão de financiamento sde pesquisa em pesquisas selecionadas de vírus do tipo Gain-of-Function em janeiro de 2015. Em janeiro de 2017, o governo dos EUA divulgou a orientação política final para a revisão e supervisão da pesquisa prevista para criar, transferir ou usar patógenos pandêmicos (PPP) em potencial aprimorados. Questões sobre uma possível fuga de um vírus modificado de um laboratório de biossegurança e a utilidade da tecnologia de uso duplo, pesquisa de uso duplo preocupante (DURC), levou à revisão da política de financiamento do setor.

### Incidente de lentivírus OGM
Uma cientista afirma que foi infectada por um vírus geneticamente modificado enquanto trabalhava para a Pfizer. Em seu processo federal, ela diz que ficou paralisada de forma intermitente pelo vírus projetado pela Pfizer. "McClain, da Deep River, suspeita que tenha sido exposta, através do trabalho de um ex-colega da Pfizer em 2002 ou 2003, a uma forma projetada do lentivírus, um vírus semelhante ao que pode levar à síndrome da imunodeficiência adquirida, ou AIDS. "  O tribunal considerou que McClain não conseguiu demonstrar que sua doença foi causada pela exposição ao lentivírus, mas também que a Pfizer violou as leis de proteção de denunciantes .